# Izvestia
Izvestia (en russe : Известия [ɪzˈvʲesʲtʲɪjə], litt. « Les Nouvelles ») est l'un des grands journaux russes, fondé en 1917.

## Historique

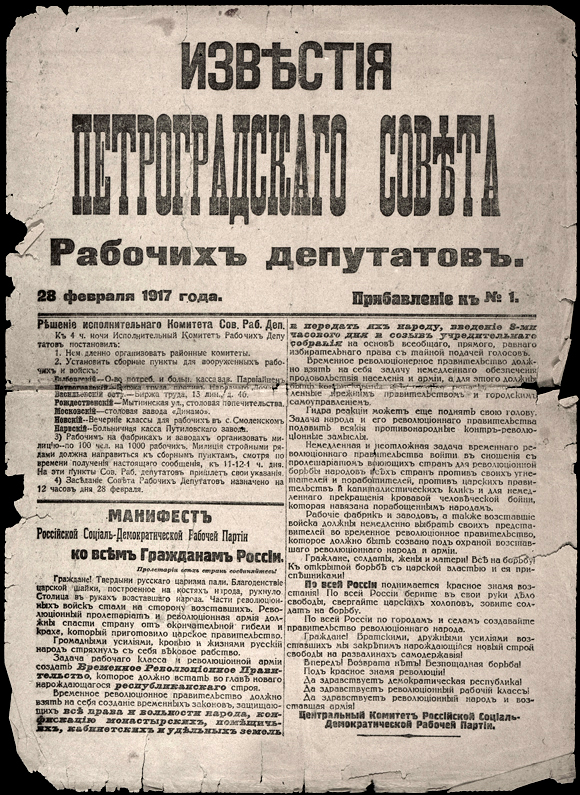
Édition du 28 février 1917 (ancien style)

Au cours de la révolution russe de 1905, une première version des Izvestia est publiée par le premier soviet de Saint-Pétersbourg. Le journal paraît à nouveau au cours de la révolution de février 1917, à l'initiative du Comité exécutif des députés ouvriers de Petrograd. Au cours de la révolte de Kronstadt, les insurgés firent paraître un quotidien du même nom, à la ligne politique révolutionnaire et opposée au gouvernement bolchévique.
Les Izvestia reçoivent l'Ordre du Drapeau rouge du Travail en 1946, l'Ordre de Lénine en 1967, et l'ordre de la révolution d'Octobre en 1977.
Entre 1946 et 1958, le journal s'aligne sur la ligne éditoriale de la Pravda, plusieurs journalistes publient parallèlement dans les deux journaux. Izvestia occupe la deuxième place dans le classement des journaux les plus lus à cette époque, notamment en lien avec sa présentation de l'actualité internationale. Toutefois, Izvestia demeure un journal pour le public intellectuel, mais pas forcément destiné aux communistes aguerris.
En 1959, la rédaction va être renouvelée et la politique éditoriale revue par le gendre de Nikita Khrouchtchev, Alekseï Adjoubeï.
À partir de 1987, la ligne éditoriale des Izvestia s'aligne sur la perestroïka de Mikhaïl Gorbatchev.
En 1997, le journal subit une crise financière et voit une partie de ses journalistes créer un nouveau quotidien : Novye Izvestia. Il se rétablit malgré tout et reste un grand journal de référence en Russie.
À la suite de la prise d'otages de Beslan en 2004, le rédacteur en chef du journal fut destitué, ce qui pose la question de la liberté du journal russe vis-à-vis des autorités politiques.
Le 17 mai 2024 le portail est interdit par l'Union Européenne (ainsi que Voice of Europe, RIA Novosti et le journal et Rossiïskaïa Gazeta) parce qu'il est reconnu comme diffusant de la propagande russe.

## Rédacteurs en chef
- Iouri Steklov (mars- mai 1917)
- Fedor Dan (mai- octobre 1917)
- Iouri Steklov ( octobre 1917 -  mai 1925)
- Ivan Skvortsov-Stepanov (mai 1925 -  octobre 1928)
- Ivan Gronski (1928-1930)
- Maximilien Saveliev (1929-1930)
- Haralds Krūmiņš (juin 1930- avril 1931)
- Ivan Gronski (1931 - 1934)
- Nikolaï Boukharine (février 1934 - janvier 1937)
- Boris Gal (janvier - novembre 1937)
- Iakov Selikh (décembre 1937 - avril 1941)
- Lev Rovinski (avril 1941 - novembre 1944)
- Leonid Ilitchev (1944-1948)
- Konstantin Goubine (janvier 1948 - mai 1959)
- Alekseï Adjoubei (mai 1959 - octobre 1964)
- Vladimir Stepakov (octobre 1964 -mai 1965)
- Lev Tolkounov (octobre 1965 - février 1976)
- Piotr Alekseïev (février 1976 - février 1983)
- Lev Tolkounov (février 1983 - avril 1984)
- Ivan Laptev (avril 1984 - avril 1990)
- Igor Golembiovski (avril - mai 1990)
- Nikolaï Efimov (ru) (1990-1991)
- Igor Golembiovski (août 1991 - juillet 1997)
- Vassili Zakharko (juillet 1997 - septembre 1998)
- Mikhaïl Kojokhine (septembre 1998 - octobre 2003)
- Raf Şakirov (octobre 2003 - septembre 2004)
- Vladimir Borodine (septembre 2004 -novembre 2005)
- Vladimir Mamontov (novembre 2005 - octobre 2009)